# Ballon (balletto)

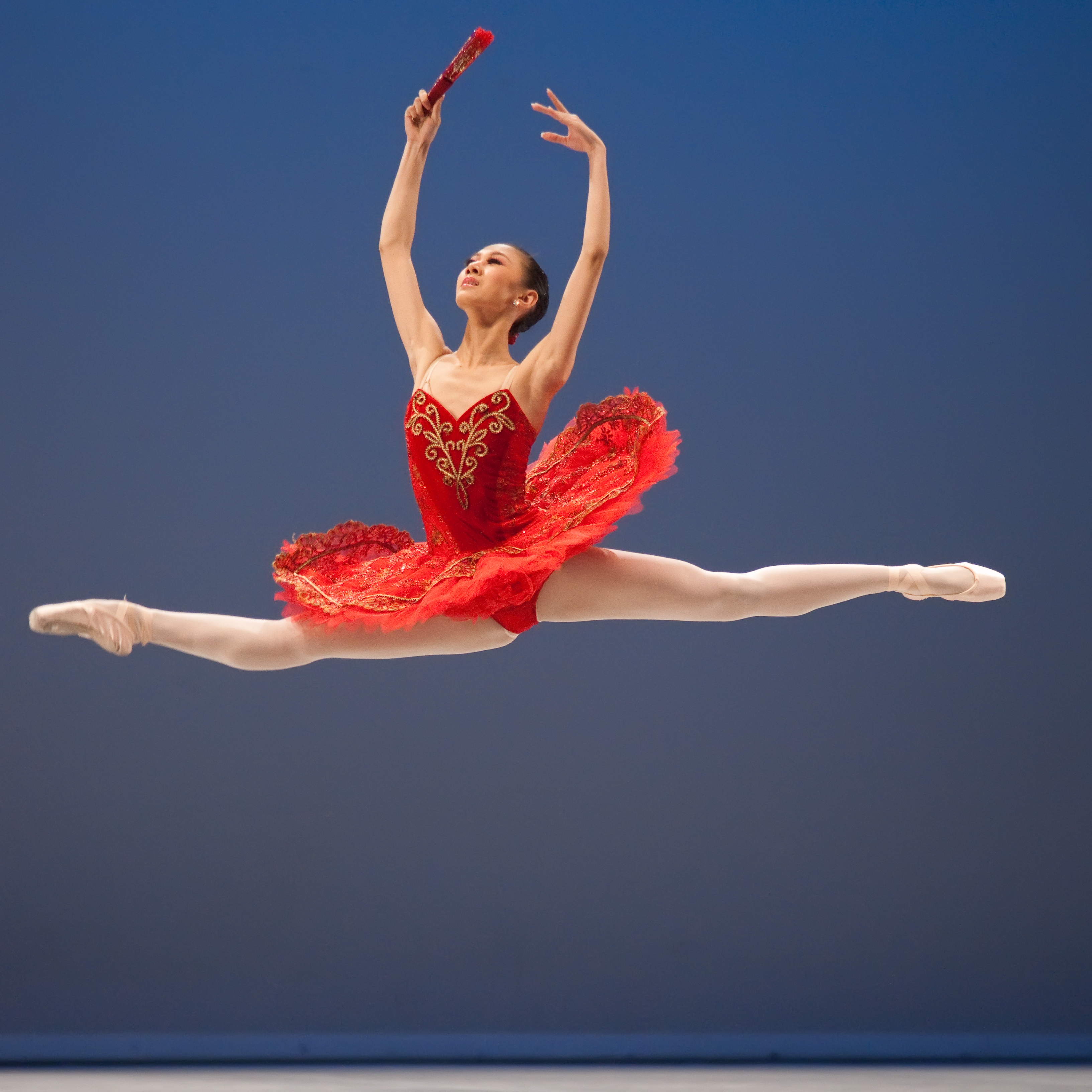
Una ballerina sembra essere sospesa nell'aria durante un grand jeté.

Ballon (pronuncia francese: balɔ̃) è l'apparenza di essere leggero e con i piedi agili mentre si salta. È un'estetica desiderabile nel balletto e in altri generi di danza, facendo sembrare che un ballerino sia sospeso senza sforzo nell'aria, fluttui nell'aria e atterri dolcemente. Si pensa che il nome derivi dal termine francese ballon (che significa "palloncino"), anche se è stato affermato con qualche dubbio che il nome sia stato ispirato dal ballerino di danza francese Claude Balon, che era noto per l'esecuzione di salti eccezionali.

## Fisica del ballon
Un ballerino sembrerà sfidare le leggi della fisica quando il ballon viene eseguito in modo efficace. Ad esempio, durante un grand jeté, il ballerino potrebbe apparire sospeso nell'aria. Fisicamente, il centro di massa del ballerino segue una traiettoria balistica, come qualsiasi altro proiettile, ma gli osservatori hanno una capacità limitata di calcolare il centro di massa quando un proiettile cambia la sua configurazione in volo. Alzando le braccia e le gambe mentre salgono e abbassandole mentre discendono, il danzatore altera il percorso apparente del centro di massa e, così facendo, sembra agli osservatori che fluttui momentaneamente nell'aria.
I ballerini si sforzano di esibire il ballon in grandi salti e in piccoli salti veloci come piccoli passi in tempo allegro. Ad esempio, il ballon è una caratteristica del pas de chat. Il danzatore parte da un plié (ginocchia piegate) e poi, durante la fase ascendente del passo, solleva ogni ginocchio in successione con le anche girate in fuori, così che per un momento entrambi i piedi sono nell'aria e il ballerino sembra essere sospeso in aria. Per dare l'apparenza di leggerezza quando atterra, il ballerino piega e ruota il piede dalla punta al tallone.